# Arancio d'oro al miglior regista
L'Arancio d'oro al miglior regista (Altın Portakal En İyi Yönetmen Ödülü) è un premio annuale assegnato nel corso del Festival internazionale del cinema di Adalia in Turchia. La cerimonia si svolge nella città di Adalia dal 1964, e riservato ai registi nazionali, nel 2016 il premio viene esteso ai registi anche non turchi, accorpando il precedente premio Arancio d'oro al miglior regista internazionale.

## Vincitori e candidati
I vincitori sono indicati in grassetto, a seguire gli altri candidati.

### 1964-1969
- 1964: - Halit Refiğ per Gurbet Kuslari
- 1965: - Atif Yilmaz per Kesanli Ali destani
- 1966: - Memduh Ün per Namusum için
- 1967: - Yilmaz Duru per Zalimler
- 1968: - Yilmaz Duru per Ince Cumali
- 1969: - non assegnato

### 1970-1979
- 1970: - Ertem Egilmez per Kalbimin efendisi
- 1971: - Muzaffer Aslan per Ankara ekspresi
- 1972: - Atif Yilmaz per Zulüm
- 1973: - Nejat Saydam per Dinmeyen sizi
- 1974: - Lütfi Akad per Dügün
- 1975: - Şerif Gören per Endise
- 1976: - Atif Yilmaz per Deli Yusuf
- 1977: - Zeki Ökten per Kapicilar Krali
- 1978: - Atif Yilmaz per Selvi Boylum Al Yazmalim
- 1979: - Yavuz Özkan per Demiryol

### 1980-1989
- 1980: - Zeki Ökten per Il gregge (Sürü)
- 1981: - Erden Kiral per Bereketli Topraklar Üzerinde
- 1982: - Ömer Kavur per Kirik Bir Ask Hikayesi
- 1983: - Zeki Ökten per Faize hücum
- 1984: - Atif Yilmaz per Bir Yudum Sevgi
- 1985: - Sinan Çetin per 14 numara
- 1986: - Atif Yilmaz per Aaahh Belinda
- 1987: - Ömer Kavur per Hotel madrepatria (Anayurt Oteli)
- 1988: - Ömer Kavur per Gece yolculugu
- 1989: - Halit Refig per Hanım
  - Yavuz Özkan per Filim Bitti

### 1990-1999
- 1990: - Halit Refiğ per Karılar Koğuşu e Yusuf Kurçenli per Karartma Geceleri
- 1991: - Yavuz Özkan per Ateş Üstünde Yürümek
- 1992: - Tunç Okan per Mercedes mon amour
- 1993: - Erden Kiral per Mavi sürgün
- 1994: - Yavuz Özkan per Yengeç sepeti
- 1995: - Canan Gerede per Ask Ölümden Soguktur
- 1996: - Tunç Basaran per Sen de gitme
- 1997: - Ferzan Özpetek per Il bagno turco (Hamam)
- 1998: - Serdar Akar per Gemide
- 1999: - Nuri Bilge Ceylan per Nuvole di maggio (Mayis Sikintisi)

### 2000-2009
- 2000: - Dervis Zaim per Filler ve Çimen
- 2001: - Zeki Demirkubuz per Yazgi
- 2002: - Nuri Bilge Ceylan per Uzak
- 2003: - Ömer Kavur per Karsilasma
- 2004: - Ugur Yücel per Yazi Tura
- 2005: - Ilya Khrzhanovskiy per 4 e Kutlug Ataman per Iki Genç Kiz
- 2006: - Nuri Bilge Ceylan per Il piacere e l'amore (Iklimler)
- 2007: - Fatih Akın per Ai confini del paradiso (Auf der anderen Seite)
- 2008: - Dervis Zaim per Nokta
- 2009: - George Ovashvili per Gagma napiri e Reha Erdem per Cosmos (Kosmos)

### 2010-2019
- 2010: - Seren Yüce per Çogunluk
- 2011: - Çigdem Vitrinel per Geriye Kalan
- 2012: - Erdem Tepegoz per Zerre
  - Ahmet Sönmez per Elveda Katya
  - Ali Aydin per Muffa (Küf)
  - Dilek Keser per Evdeki yabancilar
  - Ersin Kana per Hile yolu
  - Hüseyin Tabak per Deine Schönheit ist nichts wert
- 2013: - Ramin Matin per Kusursuzlar
- 2014: - Onur Ünlü per Itirazim Var
- 2015: - Selim Evci per Sakli e Tolga Karaçelik per Sarmasik
- 2016: - Mete Gümürhan per Genç pehlivanlar
- 2017: - Mohammad Rasoulof per Lerd
- 2018: - Hirokazu Kore'eda per Un affare di famiglia (Manbiki kazoku)
- 2019: - Ali Özel per Bozkir

### 2020-2029
- 2020: - Azra Deniz Okyay per Hayaletler
- 2021: - Tayfun Pirselimoğlu per Kerr
- 2022: - Emin Alper per Kurak Günler